# Mable
La Mable est une rivière française des deux départements d'Indre-et-Loire et de la Vienne, dans les deux régions Centre-Val de Loire et Nouvelle-Aquitaine, et un affluent gauche de la Veude, c'est-à-dire un sous-affluent de la Loire, par la Vienne.

## Géographie

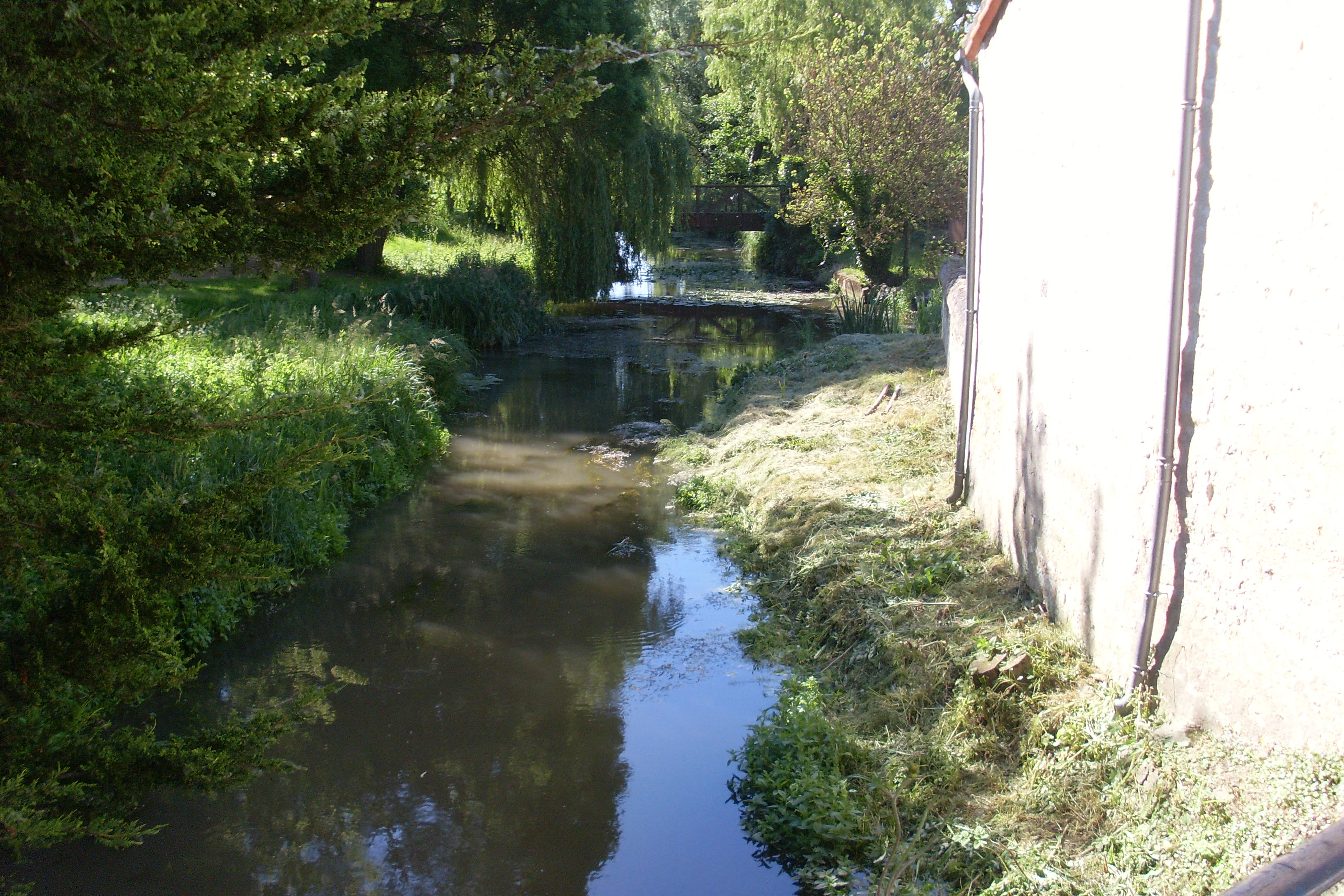
Le Mable à Champigny-sur-Veude

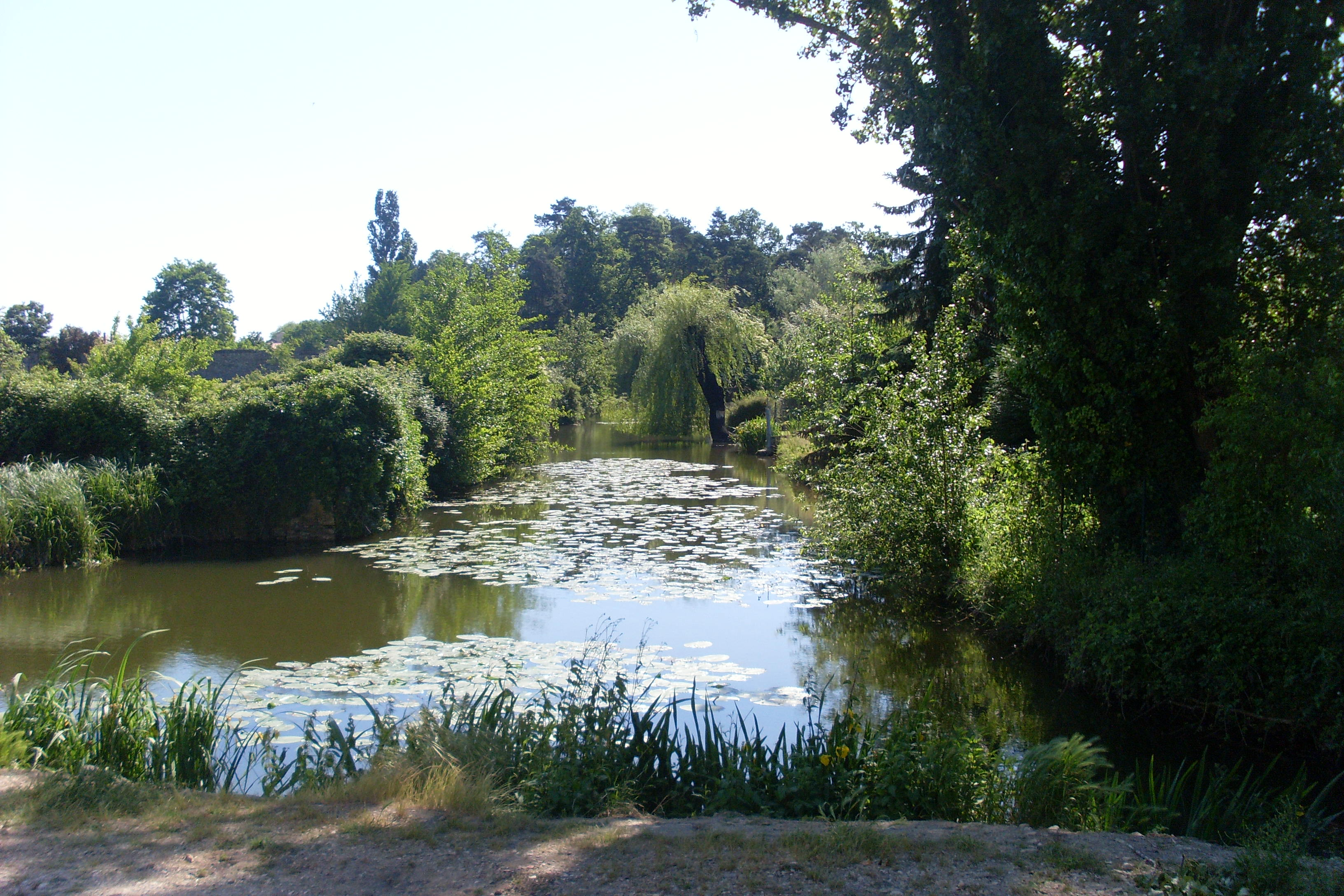
Le Mable à Richelieu (Indre-et-Loire)

De 25,5 kilomètres de longueur, la Mable prend sa source sur la commune d'Orches à 137 mètres d'altitude, près du lieu-dit les Clouzeaux.
Elle coule globalement du sud vers le nord. Elle traverse la commune de Richelieu au plan rectangulaire et aux croisements à angle droit voulu par la Cardinal Richelieu.
La Mable conflue sur la commune de Champigny-sur-Veude, à 43 mètres d'altitude.
Les cours d'eau voisins sont la Veude au nord, à l'est et au sud-est, l'Envigne au sud, le Sentinet un affluent gauche de l'Envigne au sud-ouest, la Briande à l'ouest et le Négron au nord-ouest.

### Communes et cantons traversés
Dans les deux départements d'Indre-et-Loire et de la Vienne, la Mable traverse les neuf communes suivantes, dans le sens amont vers aval, de Orches (source), Sérigny, Prinçay, Nueil-sous-Faye, Braye-sous-Faye, Richelieu, Chaveignes, Champigny-sur-Veude, (confluence).
Soit en termes de cantons, la Mable traverse trois cantons, prend source dans le canton de Châtellerault-2, traverse le canton de Loudun  conflue dans le canton de Sainte-Maure-de-Touraine, le tout dans les arrondissements de Châtellerault et de Chinon.

### Bassin versant
La superficie du bassin versant « Le Mable et ses affluents » (L711) est de 145 km2. Le bassin versant est composé à 78,29 % de « territoires agricoles », à 18,26 % de « forêts et milieux semi-naturels », à 3,33 % de « territoires artificialisés »,.

## Affluents
La Mable a six tronçons affluents référencés dont plusieurs bras et :
- le ruisseau le Pré Haut (rg[note 2]), 4 km, sur les deux communes de Berthegon et Savigny-sous-Faye.
- le ruisseau le Fontorche (rg), 3,1 km, sur les trois communes de Berthegon, Prinçay, et Sérigny avec un affluent :
  - le ruisseau des Gats (rg), 4,2 km, sur les deux communes de Saires (source) et Berthegon (confluence).
- la Goille (rg), 9,6 km, sur les trois communes de La Roche-Rigault, Maulay et Nueil-sous-Faye avec deux affluents :
  - 1,8 km, sur les deux communes de La Roche-Rigault et Maulay.
  - le Maine 6,3 km sur les trois communes de Maulay, Derce, et Nueil-sous-Faye.

### Rang de Strahler
Le rang de Strahler de la Mable est donc de trois par la Goille ou le ruisseau le Fontorche.

## Hydrologie
Son régime hydrologique est dit pluvial.